# Zbigniew Adrjański
Zbigniew Szczęsny Adrjański (ur. 2 lutego 1932 w Brześciu nad Bugiem, zm. 2 maja 2017 w Kiełpinie) – polski dziennikarz, literat, publicysta muzyczny, autor scenariuszy estradowych, widowisk i tekstów piosenek. Autor audycji radiowych i programów telewizyjnych, konferansjer i reżyser programów estradowych.

## Życiorys
Urodził się na Polesiu, gdzie spędził dzieciństwo i lata wojenne. Po wojnie ukończył Państwowe Gimnazjum i Liceum Humanistyczne im. Bolesława Chrobrego w Sopocie. Studiował języki i literatury słowiańskie na Wydziale Filologicznym UW (1950–1955) uzyskując tytuł magistra.
Debiutował jako dziennikarz w redakcji „Po prostu” współpracując z działem studenckim tego czasopisma. W 1955 został kierownikiem działu kulturalnego i członkiem kolegium tygodnika „Nowa Wieś”. Był jednym ze współtwórców nowej formuły tego czasopisma, które przekształciło się w ilustrowany magazyn dla młodzieży wiejskiej. Redagował tam strony kulturalne, dodatek literacki, kolumny folklorystycznego „Jarmarku Sensacji” oraz inne materiały. Współtworzył liczne wydawnictwa klubowe tygodnika „Nowa Wieś”, pisał reportaże, felietony i artykuły na temat wsi polskiej. W 1961 r. opublikował spisane przez siebie wspomnienia artysty cyrkowego, klowna Edwarda Manca.
Jednocześnie współpracował z Polskim Radiem (Redakcja Wiejska, Naczelna Redakcja Muzyczna, Program III PR) jako dziennikarz, reporter, autor audycji i magazynów. Był pomysłodawcą Radiowych Giełd Piosenki, które prowadził jako prezenter i konferansjer w latach 1963–1973. Redagował audycje muzyczne „Zwierzenia Prezentera”, „Spotkania przy fortepianie” (z twórcami polskich piosenek). Dla Redakcji Literackiej Programu III nagrywał tzw. powieść improwizowaną „Głosem Lwa” (współautorzy: Lew Kaltenberg, Juliusz Głowacki, Walentyna Toczyska). Był również współpracownikiem i prezenterem telewizyjnego magazynu kulturalnego „Niedzielna Biesiada”.
W latach 1973–1976 redaktor naczelny programów rozrywkowych TVP. Dyrektor naczelny i artystyczny Zjednoczonych Przedsiębiorstw Rozrywkowych (1982–1985). Dyrektor naczelny i artystyczny Stołecznego Biura Imprez Artystycznych (1985–1988). Nie zaprzestał również działalności dziennikarskiej pisząc do wielu czasopism kulturalnych, magazynów ilustrowanych i miesięczników specjalistycznych.
Stale współpracował z „Gazetą Muzyczną”, Radiem Lider, Naszą Rodziną i wydawnictwem klubowym „Synkopa”.
Członek Komisji Kultury Zarządu Głównego ZMS, SPD (1955–1982), ZAiKS-u (od 1958, w latach 1979–1984 sekretarz Rady Stowarzyszenia), ZAKR-u (od 1962, wiceprezes 1972–1981), członek honorowy i założyciel Polskiego Stowarzyszenia Estradowego (prezes 1989–1991), ZASP (od 1997).
Był mężem aktorki i piosenkarki Lucyny Arskiej.
Zmarł 2 maja 2017 roku w Kiełpinie. Został pochowany w nowej części kiełpińskiego cmentarza przy ul. Cienistej.

## Publikacje książkowe
- Din-Don (Edward Manc), Wspomnienia klowna (spisał Zbigniew Adrjański), Czytelnik 1961
- Śpiewnik Zakrzewia, Iskry 1962
- Od Zielonego Balonika do Owcy, WAIF 1970
- Słownik autorów i kompozytorów, Agencja Autorska 1975
- Pieśni sercu bliskie, Iskry 1976
- Śpiewnik Iskier na różne okazje, Iskry 1976
- Polska piosenka i estrada, Agencja Autorska 1976
- Słownik biograficzny autorów i kompozytorów polskiej piosenki, Agencja Autorska 1979
- Złota księga pieśni polskich, Bellona 1997 (wyd. ósme 2002)
- Kalejdoskop estradowy, Bellona 1999
- Wspomnienia z Polesia oraz inne dziwne opowieści, Sowadruk 2006
- O batiuszce, co ptakiem latał, Instytut Lwowski 2008, ISBN 978-83-922465-6-5
- Pochody donikąd, Wydawnictwo Novae Res 2010, ISBN 978-83-61194-22-4

## Widowiska i scenariusze
- Warszawska piosenka (Estrada Lublin)
- Piszę do Ciebie (Estrada Rzeszów)
- Krajobrazy (SBJA)
- Pod polskim niebem (Pagart)
- Warszawskie dzieci (SBJA)
- Na Mazowszu (Estrada Wojewódzka w Warszawie)
- Pieśni sercu bliskie (Stołeczna Estrada)
- Piosenki z mansardy i poddasza (Estrada Wrocław)
- Din-Don (ZPR-y)
- Ech, jabłoczko (Teatr Muzyczny w Gdyni)
- Ballady i niuanse (ZPR-y)
- Cała Warszawa zobaczyć musi to! (SPJA)

## Piosenki
Dla wielu znanych polskich kompozytorów i wykonawców pisał piosenki pod pseudonimem Zb. Szczęsny lub w spółkach autorskich – J. Podkomorzy, M. Bellan. Wiele z tych piosenek jest przebojami:
- „Płonąca stodoła”
- „Jeszcze sen”
- „Duży błąd”
- „Gdzie to jest”
- „Dyskotekowy bal”
- „Co ty wiesz o miłości”
- „Romans przy ognisku”
- „Listy z dawnych lat”
- „Luboczka”
- „Tatrzańska zimowa baśń”
- „Ballada o dziewczynie ze stacji benzynowej”
- „Boogie boa”
- „Ja nie chcę marzyć”
- „Kto uwierzyłby w śnieg”
- „Lunatycy”
- „Pejzaż z wiatrakami”
- „Stary cyrk”
- „Żurawi klucz”

Tłumaczył teksty romansów cygańskich dla Lucyny Arskiej.

## Odznaczenia i nagrody
- 1969 Odznaka honorowa „Zasłużony dla Kultury Polskiej”
- 1974 Srebrny Krzyż Zasługi
- 1978 Medal ZAiKS-u[4]
- 1979 Krzyż Kawalerski Orderu Odrodzenia Polski
- 1988 Odznaka ZAiKS-u[4]
- 1998 Medal ZAiKS-u[4]
- 2000 Złote Pióro Fundacji Art-Woy

Dyplom Ministra Kultury i Dziedzictwa Narodowego za Złotą księgę pieśni polskich
- 2004 Krzyż Oficerski Orderu Odrodzenia Polski
- 2007 Nagroda ZAiKS-u za popularyzację polskiej twórczości rozrywkowej[4]
- 2014 Brązowy Medal „Zasłużony Kulturze Gloria Artis”[5]